# Marzano di Nola
Pour les articles homonymes, voir Marzano (homonymie).
Marzano di Nola est une commune italienne située dans la province d'Avellino, en Campanie.

## Géographie
Marzano di Nola se trouve dans le val de Lauro et est limitrophe des communes de Liveri, Visciano (NA), Domicella et Pago del Vallo di Lauro (AV).

## Administration
| Période                                  | Période | Identité        | Étiquette | Qualité |
| ---------------------------------------- | ------- | --------------- | --------- | ------- |
| Depuis le 10/06/2018                     |         | Francesco Addeo | PSI       |         |
| Les données manquantes sont à compléter. |         |                 |           |         |

### Communes limitrophes
Domicella, Liveri, Pago del Vallo di Lauro, Visciano.

## Monuments
- L'église paroissiale San Trifone Martire[2] ;
- Le sanctuaire Maria Santissima dell'Abbondanza[2] ;
- Tour médiévale[3] ;
- Ancienne villa romaine.